# حمض ثنائي الكبريتيك
حمض ثنائي الكبريتيك (أو حمض البيروكبريتيك) هو حمض أكسجيني مضاعف لعنصر الكبريت، صيغته H2S2O7، ويمكن عزله على شكل صلب بلوري في الشروط القياسية. وهو مكون أساسي من حمض الكبريتيك المدخن الذي يعرف باسم الأوليوم، وتسمى أملاحه باسم ثنائي كبريتات أو بيروكبريتات.

## التحضير
يحضر هذا الحمض من إذابة ثلاثي أكسيد الكبريت في حمض الكبريتيك:
{\displaystyle \mathrm {H_{2}SO_{4}+SO_{3}\longrightarrow H_{2}S_{2}O_{7}} }

## الخواص
يتميز حمض الكبريتيك المدخن بأنه حمض قوي بشكل كبير. يمكن أن يعزل حمض ثنائي الكبريتيك على الحالة الصلبة، وذلك على شكل بلورات صلبة عديمة اللون، وهي سهلة الانصهار إذ تبلغ حوالي 35°س. تتميز البلورات بقابليتها العالية للاسترطاب ويتفكك بوجود الماء بعنف بتفاعل ناشر للحرارة ليتشكل حمض الكبريتيك:
{\displaystyle \mathrm {H_{2}S_{2}O_{7}+H_{2}O\longrightarrow 2\ H_{2}SO_{4}} }